# نهج البلاغه

نهج‌البلاغه

نهج‌البلاغه (به معنای «راه شیوایی» یا «راه فصاحت») گزیده‌ای از خطبه‌ها، نامه‌ها و سخنان کوتاه منسوب به علی بن ابی‌طالب است که توسط سید رضی در قرن چهارم ه‍. ق بر اساس ذوق ادبیِ شخصی‌اش از نامه‌ها و خطبه‌های علی فراهم آورده‌است. از جمله شاخصه‌های این کتاب، ترجمه‌های متعدد آن است.

## ساختار
سخنان علی بن ابی‌طالب در این کتاب در سه باب آمده‌است:
- باب اول: خطبه‌ها و اوامر
- باب دوم: نامه‌ها و رسائل و وصایا
- باب سوم: کلمات قصار، حکمت‌آمیز و مواضع.

## به دیگر زبان‌ها
نهج‌البلاغه تاکنون به ۲۰ زبان زنده دنیا ترجمه شده‌است.

### فارسی
ترجمه‌های فراوانی از این کتاب به فارسی در دسترس است که از آن میان می‌توان به ترجمه‌های سید جعفر شهیدی،ناصر مکارم شیرازی، سید علی‌نقی فیض‌الاسلام، جواد فاضل، محمدتقی جعفری، سید محمدمهدی جعفری، حسینعلی منتظری، حسین انصاریان، محمد دشتی، مصطفی زمانی و علی‌اصغر فقیهی از نهج‌البلاغه اشاره کرد.

### کُردی
صدیق صفی‌زاده نهج‌البلاغه را به زبان کردی و گویش سورانی ترجمه کرده و به چاپ رسانده‌است.

### روسی
ترجمهٔ روسی نهج‌البلاغه: عبدالکریم تاراس چرنینکو

### گرجی
برای اولین بار، امامقلی باتوانی، نویسنده و مترجم گرجی-ایرانی، که پیشتر، قرآن را نیز به زبان گرجی ترجمه کرده بود، نهج‌البلاغه را به زبان گرجی ترجمه کرد.

### فرانسه
نهج البلاغه به زبان فرانسوی نیز ترجمه شده‌است.

## شروح نهج‌البلاغه
علامه امینی در جلد چهارم کتاب الغدیر، ۸۱ شرح نهج‌البلاغه را معرفی کرده‌است. معروف‌ترین شروح نهج‌البلاغه شرح نهج‌البلاغه ابن ابی‌الحدید معتزلی بغدادی، شرح ابن میثم بحرانی، شرح خوئی و از معاصران، ترجمه و تفسیر نهج‌البلاغه اثر شیخ محمدتقی جعفری، پیام امام امیرالمومنین اثر ناصر مکارم شیرازی و شرح نهج‌البلاغه تألیف شیخ محمدتقی شوشتری، و حسینعلی منتظری به نام درس‌هایی از نهج‌البلاغه را می‌توان نام برد.

## مآخذ و مدارک نهج‌البلاغه
نخستین گردآورنده کلمات قصار علی ابوعثمان عمرو بن بحر جاحظ صاحب (بیان و تبیین) درگذشتهٔ ۲۵۵ ه‍.ق می‌باشد. وی صد کلمه از کلمات قصار علی را انتخاب کرده و آن را مطلوب کل طالب من کلام امیرالمؤمنین علی بن ابی‌طالب نامیده‌است.
تاریخ‌نگاران و حدیث‌دانان دیگری نیز به گردآوری سخنان و اندرزهای علی بن ابی طالب اقدام کرده‌اند، برای نمونه قاضی محمد بن سلامه معروف به قضاعی درگذشتهٔ ۴۰۵ قمری مجموعه‌ای از سخنان علی را به نام «دستور معالم الحکم و مأثور مکارم الشیم» گردآوری کرده‌است. به زبان فارسی نیز به نام «قانون» چاپ شده‌است.
بسیاری از خطبه‌ها و نامه‌های نهج‌البلاغه پیش از آن در کتاب «الغارات» تألیف ابواسحاق ثقفی کوفی، از دانشمندان قرن سوم (متوفی ۲۸۳ ه‍.ق) آمده‌است.
همچنین بخش بزرگی از خطبه‌های توحیدی نهج‌البلاغه در کتاب‌هایی که یک قرن پیش از نهج‌البلاغه تألیف شده، نظیر کتاب الکافی شیخ کلینی و کتاب التوحید شیخ صدوق آمده‌است.
علی بن حسین مسعودی مورخ بزرگ که تقریباً صد سال پیش از سید رضی می‌زیسته‌است (اواخر قرن سوم و اوایل قرن چهارم قمری) در جلد دوم کتاب معروف خود مروج الذهب می‌نویسد:
«آنچه مردم از خطابه‌های علی در مقامات و حوادث مختلف حفظ کرده‌اند، بالغ بر چهارصد و هشتاد و اندی می‌شود. علی آن خطابه‌ها را بالبداهه و بدون یادداشت و پیشنویس بیان و انشا می‌کرد و مردم هم الفاظ آن را می‌گرفتند و عملاً نیز از آن بهره‌مند می‌شدند.»
گواهی دانشمند متتبعی مانند مسعودی می‌رساند که خطابه‌های علی فراوان بوده‌است که سید رضی از این میان در نهج‌البلاغه تنها ۲۳۹ خطبه را نقل کرده، که جنبهٔ ادبی قوی‌تری را به انتخاب و تشخیص او داشته‌است.
کتاب‌های تحقیقیِ بسیار مفصّلی در مورد اسناد و مدارک نهج‌البلاغه انتشار یافته که از جمله مهم‌ترینِ آن‌ها این سه کتاب را می‌توان نام برد:
- رُوات و محدثین نهج‌البلاغه، تألیف محمد دشتی و همکاران
- استناد نهج‌البلاغه، تألیف امتیازعلی‌خان عرشی و ترجمهٔ سید مرتضی آیت‌الله‌زادهٔ شیرازی
- مصادر نهج‌البلاغه، تألیف سید عبدالزهرا حسینی است

## تمجید از نهج‌البلاغه
بسیاری از ادیبان بزرگ عرب از جمله عبدالحمید کاتب (قرن دوم)، جاحظ (قرن سوم)، قدامة بن جعفر (قرن چهارم)، ابن ابی‌الحدید (قرن ششم) و خلیل بن احمد فراهیدی (قرن هشتم) فصاحت نهج‌البلاغه را ستوده‌اند. از جمله، جاحظ در کتاب خود البیان و التبیین —که به گفتهٔ ابن خلدون یکی از ارکان چهارگانهٔ ادب محسوب می‌شود

## اشخاص در نهج‌البلاغه

### عیسی
در نهج‌البلاغه عیسی بن مریم پیامبر مسیحیان با ویژگی ساده زیستی، قناعت و دنیاگریزی یاد شده‌است.
در خطبهٔ ۱۵۹ نهج‌البلاغه مسیح این‌گونه توصیف شده‌است:

### موسی
در نهج‌البلاغه از موسی بن عمران چندین بار یاد شده‌است. در خطبه‌ای، علی بن ابی‌طالب برای بیان موضوعی، موسی را مثال می‌آورَد و در خطبه‌ای دیگر از موسی به‌عنوان مقتدای انسان‌ها یاد می‌کند.

### مالک اشتر
وقتی علی بن ابی طالب، مالک اشتر نخعی از یاران خود را به امارت مصر منصوب کرد، به او فرمانی در قالب یک نامه نوشت، این نامه از مهم‌ترین اسناد سیاسی حقوق اسلامی و خصوصاً شعبه شیعی آن است.
در این نامه ویژگی‌های حکومت اسلامی، حاکم اسلامی، حقوق شهروندان، رابطه دولت با شهروند و … بیان شده‌است.
خطبهٔ ۴
در خطبهٔ چهارم این کتاب، علی بن ابی‌طالب برای بیان موضوعی، موسی را مثال می‌آورَد.
خطبهٔ ۱۵۹
خطبهٔ ۱۸۱
در این خطبه این موضوع که موسی با خدا (مستقیم) سخن می‌گفت، یادآوری شده‌است.
خطبهٔ ۲۳۴
در این خطبه، علی بن ابی‌طالب از سادگی و فروتنی موسی در مقابل فرعون می‌گوید.
گزیدهٔ سخنان مشکل، شمارهٔ ۳۱۷
این سخن دربارهٔ مکالمهٔ علی بن ابی‌طالب و برخی مردم یهود است.

### طلحه و زبیر
طلحه پسر عبیدالله از صحابی پیامبر اسلام است. در نهج‌البلاغه دربارهٔ وی اشاراتی شده‌است.

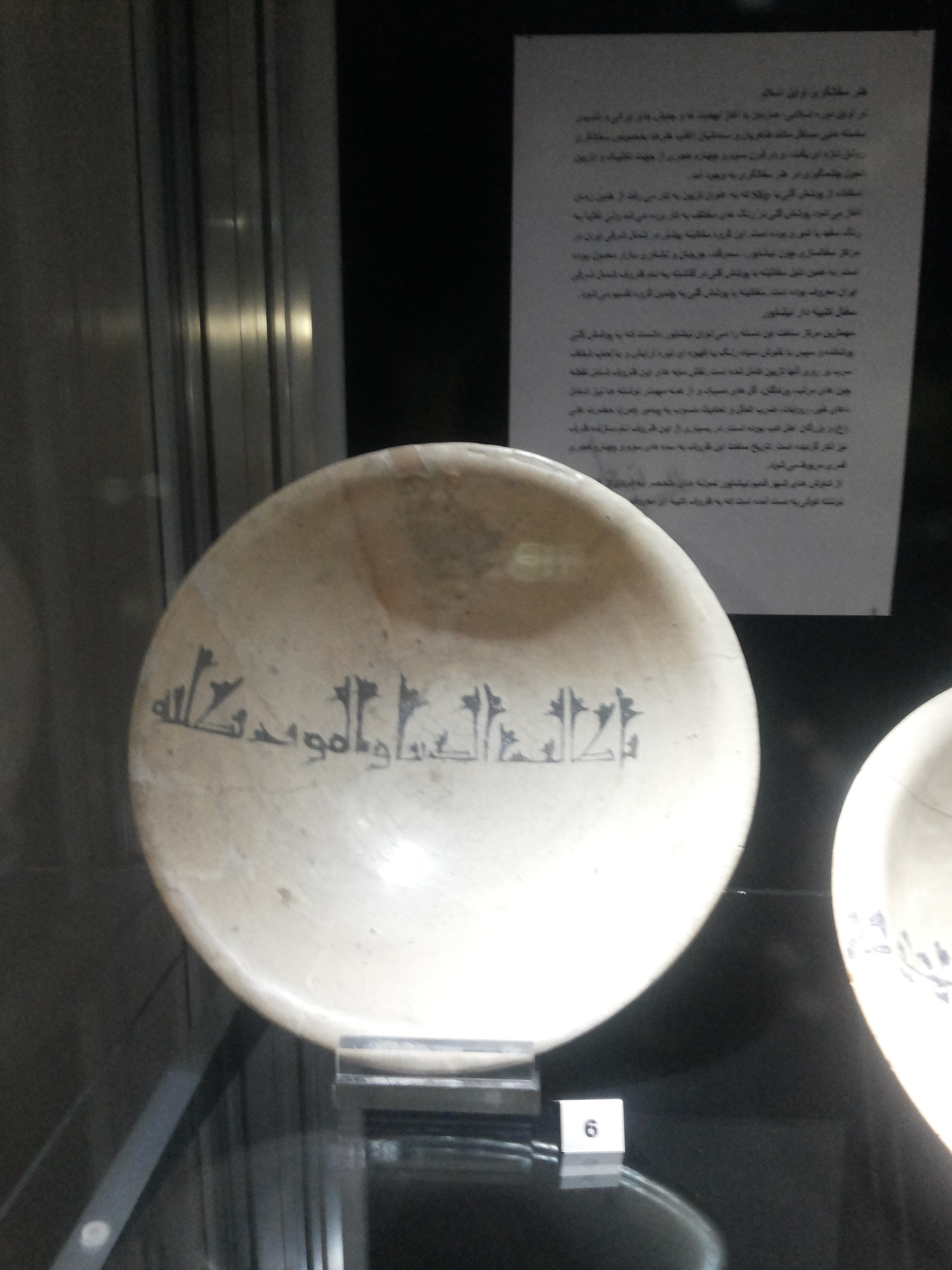
کاسهٔ متعلق به قرن سوم ه‍.ق که در نیشابور یافت شده‌است و در موزهٔ رضا عباسی واقع در خیابان شریعتی تهران نگهداری می‌شود. این کاسه منقوش به جمله‌ای از نهج‌البلاغه است که به خط کوفی نگاشته شده‌است.

- خطبه ۴
- خطبه ۳۱
- خطبه ۱۳۷
- خطبه ۱۴۸
- خطبه ۱۷۱

### عمرو عاص
عمرو عاص وزیر معاویة بن ابی‌سفیان بود و در سیاست و تصمیم‌گیری‌ها به وی کمک می‌کرد. او در نهج‌البلاغه در خطبه‌های مختلف مورد نکوهش علی بن ابی‌طالب قرار گرفته‌است.
نامه به عمرو عاص
خطبهٔ ۲۶
در این خطبه آمده‌است که عمرو عاص با معاویه بیعت نکرد مگر آنکه شرط کرد تا برای بیعت درهم و دینار فراوان بگیرد.
خطبهٔ ۶۸
در این خطبه علی بن ابی‌طالب از شایستگی هاشم بن عتبه برای فرمانداری مصر می‌گوید و بر این نکته اشاره دارد که اگر هاشم بن عتبه حکمران مصر شود، فرصتی برای عمرو عاص و لشکریانش باقی نمی‌مانَد.
خطبهٔ ۸۴
خطبهٔ ۱۲۷
در این خطبه علی بن ابی‌طالب از حکمیت و علل پذیرش آن سخن می‌گوید.
خطبهٔ ۱۷۷
علی بن ابی‌طالب در این خطبه از خیانت حکمین پس از نبرد صفین صحبت می‌کند.
خطبهٔ ۱۸۰
در این خطبه علی بن ابی‌طالب پس از نکوهش مردم کوفه و شکوه از آنان در انتهای خطبه می‌گوید «سوگند به خدا چه نادان مردمی که رهبر آنان معاویه و آموزگارشان پسر نابغه (عمرو عاص) باشد.» در این خطبه مردم کوفه بسیار مورد نکوهش قرار گرفته‌اند و به سستی آنان در جنگ و به بدعهدی و بی وفایی آنان اشاره شده‌است.
خطبهٔ ۲۳۸
این خطبه در خصوص حکمیت است.

### عثمان
عثمان بن عفان خلیفهٔ سوم اهل سنت است. در نهج‌البلاغه در رابطه با او مطالبی آمده‌است که در این نوشتار به آن اشاره شده‌است. اسراف، خویشاوندسالاری و شکم‌پرستی از مواردی است که در نهج‌البلاغه به عثمان نسبت داده شده‌است. دلیلِ به قتل رسیدن عثمان و خون‌خواهی دیگران برای او و همچنین گلایه و انتقاد مسلمانان از عثمان در نزد علی از دیگر مواردی است که در نهج‌البلاغه در رابطه با عثمان ذکر شده‌است.
خطبهٔ ۱۵
این خطبه در رابطه با برگرداندن املاک بیت المال است که عثمان با تمایل خودش به دیگران بخشیده بود.
خطبهٔ ۳ (شقشقیه)
علی بن ابی‌طالب در این خطبه از اسراف و حیف و میل بیت‌المال توسط عثمان و گروهی از بنی‌امیه سخن به میان می‌آورَد.
خطبهٔ ۲۲
در خطبهٔ ۲۲ علی بن ابی‌طالب به شناسایی ناکثین (اصحاب جمل) می‌پردازد. در جنگ جمل نخست طلحه و زبیر در مدینه با علی بیعت کردند و بعد از مدت اندکی بیعت خود را شکستند و به سوی مکه روانه شدند. در آنجا پس از دیدار عایشه، همسر پیامبر اسلام، مردم را به خونخواهی عثمان تحریک نمودند و با حدود ۳۰۰۰ نفر به سمت بصره حرکت نمودند. علی بن ابی‌طالب در رابطه با خونخواهی عثمان در این خطبه آورده‌است.
خطبهٔ ۳۰
این خطبه در رابطه با قتل عثمان بن عفان می‌باشد. در این خطبه نهج‌البلاغه در خصوص اسراف عثمان و یاری کردن یا یاری نکردن او در قتل عثمان سخن آمده‌است.
خطبهٔ ۷۳
این خطبه دربارهٔ خلافت بر مسلمین است. این سخنان را هنگامی ایراد کرد که شورای خلافت قصد بیعت با عثمان را کرد.
خطبهٔ ۱۳۵
وقتی بین علی بن ابی‌طالب و عثمان بن عفان مشاجره‌ای درگرفت.
خطبهٔ ۱۶۴
در خطبه ۱۶۴ به هنگامی که مردم نزد علی بن ابی‌طالب آمدند و از رفتار و اعمال عثمان بن عفان شکایت کردند و درخواست داشتند از طرف آنان با عثمان وارد گفتگو شود و بخواهد که رضایت مردم را جلب کند. پس علی بن ابی‌طالب نزد عثمان رفت.
خطبهٔ ۱۶۷
این خطبه بعد از خلافت علی بن ابی‌طالب ایراد شده‌است. پس از این که مردم با علی بن ابی‌طالب بیعت کردند، به وی گفتند چه خوب بود اگر آنان را که در کشتن عثمان شرکت داشتند کیفر می‌دادی؛ و وی پاسخ آنان را در این خطبه داد.
خطبهٔ ۱۷۳
این خطبه دربارهٔ طلحه بن عبیدالله و قتل عثمان است.
خطبهٔ ۲۳۵
عبداللّه بن عباس در زمانی که عثمان در محاصره بود، نامه‌ای از جانب او به محضر علی بن ابی‌طالب آورد مبنی بر این که او از مدینه خارج شود و به زمین خود در ینبع برود تا هیاهوی مردم برای پیشنهاد خلافت به آرام گردد، این برای بار دوم بود که از علی بن ابی طالب چنین درخواستی داشت.
خطبهٔ ۲۴۰
در سال ۳۵ قمری زمانی که عثمان را محاصره کردند، ابن‌عباس را فرستاد تا به علی خبر دهد تا در مدینه نباشد و به باغات ینبع (محلی در اطراف مدینه) برود، که مردم به نام او شعار ندهند و نام او را برای خلافت کمتر برند. علی بن ابی‌طالب نیز رفت. وقتی عثمان نیاز شدید به یاری پیدا کرد، دوباره پیغام داد و علی به مدینه برگشت. این بار دوباره ابن‌عباس را فرستاد که علی از مدینه خارج شود.
نامهٔ ۱
این نامه به مردم کوفه و در خصوص آگاه کردن آن مردم از وضع عثمان است.
نامهٔ ۶
این نامه به معاویه نوشته شده‌است.
نامهٔ ۱۰
در این نامه معاویه از امام اول شیعیان می‌خواهد تا قاتلان عثمان را به وی تحویل دهد.

### عمر
عمر بن خطاب خلیفهٔ دوم اهل سنت است. در نهج‌البلاغه در رابطه با او مطالبی آمده‌است که در این نوشتار به آن اشاره شده‌است. پیش از جنگ اسلام با ایران و روم، علی بن ابی‌طالب طرف مشورت با عمر بن خطاب قرار می‌گیرد. علی بن ابی طالب در خطبه شقشقیه از عمر بن خطاب در خصوص ماجرای خلافت شکوه می‌کند و از او با صفات خشن، سختگیر و پوزش‌طلب یاد می‌کند.
نقد عمر
خطبهٔ شقشقیه (خطبهٔ ۳)
علی بن ابی‌طالب در این خطبه از عمر بن خطاب در خصوص ماجرای خلافت شکوه می‌کند.
خطبهٔ ۱۳۴
خطبه ۱۳۴ در رابطه با راهنمایی‌های علی بن ابی‌طالب به عمر بن خطّاب است. این رهنمودها در خصوص جنگ مسلمانان با سپاه روم است.
خطبهٔ ۱۴۶
این خطبه در رابطه با راهنمایی‌های علی بن ابی‌طالب به عمر بن خطّاب است. این رهنمودها در خصوص جنگ مسلمانان با سپاه ایرانیان است.
ابهام در تعریف عمر
خطبهٔ ۲۲۸
در خطبهٔ ۲۲۸ نهج‌البلاغه علی بن ابی‌طالب از یکی از صحابه و یاران خود تعریف و تمجید کرده و صفاتی نیکو در وصف او به زبان می‌آورَد. در این خطبه نام مستقیم عمر ذکر نشده و اصطلاح فلان آورده شده‌است. برخی از مفسرین و محققین همانند علی شریعتی و مفسرین اهل سنت مثل ابن ابی‌الحدید این خطبه را دربارهٔ عمر بن خطاب می‌داند، اما گروهی دیگر، به‌ویژه شیعیان، این خطبه را در ستایش عمر نمی‌دانند.

### ابوبکر
در نهج‌البلاغه در خطبه‌های ۳ و ۱۶۴ به ابوبکر بن ابی‌قحافه، نخستین خلیفه اهل سنت، اشاره شده‌است.
خطبهٔ ۳
در خطبه شقشقیه علی بن ابی‌طالب از ابوبکر بن ابی‌قحافه شکوه می‌کند و اشاره می‌کند که جامه خلافت نمی‌بایست بر تن او پوشیده می‌شد. در ادامه این خطبه اشاره می‌شود که ابوبکر خلافت را پیش از مرگش به عمر بن خطاب سپرد. در این خطبه علی بن ابی‌طالب می‌گوید شگفتا ابوبکر در دوران زندگی خود از مردم می‌خواست عذرش را بپذیرند، چگونه در هنگام مرگ خلافت را به عقد دیگری درآورد. بعد از آن علی می‌گوید هر دو از شتر خلافت سخت دوشیدند و از حاصل آن بهره‌مند شدند.
خطبهٔ ۱۶۴
در خطبهٔ ۱۶۴ که در آن علی بن ابی‌طالب، عثمان بن عفان را اندرز می‌دهد، در قسمتی از خطبه اشاره می‌کند که عمر بن خطاب و ابوبکر بن ابی‌قحافه از عثمان در عمل به حق برتر نبودند.

## ترجمه‌های مهم به زبان فارسی

### ترجمه نهج‌البلاغه دشتی
به قلم و ترجمه محمد دشتی که در ۷۵۲ صفحه نوشته شده‌است. دشتی در مقدمه کتاب، انگیزه خود را از ترجمه کتاب نهج‌البلاغه رفع ایراداتی که در ترجمه‌های دیگر موجود است، بیان می‌کند و سپس نتیجه می‌گیرد که نیاز به ترجمه‌ای جامع و پیام‌رسان با حفظ امانت در متن اصلی وجود دارد.
از مهم‌ترین ویژگی‌های این کتاب، عمومی بودن ترجمه و نام گذاری خطبه‌ها، حکمت‌ها و نامه‌های علی بن ابی طالب می‌باشد. به نحوی که ۱۵۰۰ عنوان برای این مباحث انتخاب شده‌است.

### ترجمه نهج‌البلاغه شهیدی
به قلم و ترجمه سید جعفر شهیدی که توانست در سال ۱۳۶۹ به عنوان کتاب سال جمهوری اسلامی شناخته شود.
سید محمدمهدی جعفری برای تعبیر از این کتاب از عبارت «نخستین ترجمه دقیق نهج‌البلاغه» استفاده کرده‌است. وی همچنین تسلط کامل شهیدی به دستور زبان‌های فارسی و عربی و اجتهادش در فقه را باعث تمایز این ترجمه با ترجمه‌های دیگر می‌داند. جلیل تجلیل نثر روان، موزون، کوتاه و آراسته به سجع را از ویژگی‌های این کتاب شمرده‌است. مهدی محقق نیز این کتاب را از با ارزش‌ترین کتاب‌های شهیدی مطرح کرده‌است.